# Husalf
Husalfer er fiktive, magiske figurer fra J.K. Rowlings Harry Potter-univers.
Husalfer er små menneskelignende væsner med store flagermuslignende ører og store øjne. De bor og arbejder i velhavende troldmandsfamiliers hjem. De er slaver og bundet til husets ejere, hvilket betyder at de udfører alle tænkelige former for arbejde og opgaver for deres herrer hele livet igennem. Husalferne synes at være meget tilfredse med denne ordning og anser det for at være prestigefyldt at tjene sin herre loyalt. Der er flere eksempler på husalfer, der er villige til at strække sig meget langt for ikke at skuffe deres herre.
Husalfer, mandlige såvel som kvindelige, bærer ikke tøj, men dækker sig i stedet med håndklæder, tehætter eller lignende- Hvis deres herre giver dem et stykke rigtigt tøj, sættes husalfen fri, og de er ikke længere tvunget til at tjene deres herre. De fleste husalfer finder dette den værste fornærmelse og vil skamme sig resten af livet, skulle det overgå dem.
Husalfer besidder deres egen form for magi, der er i stil med den magi som troldmænd og hekse bruger, dog har husalfen ikke brug for en tryllestav for at udøve sin magi: fx kan husalfer transferere sig ind og ud af Hogwarts, hvilket troldmænd og hekse ikke kan.

## Dobby
Dobby (27. juni (år ukendt) – marts 1998) er en husalf som skiller sig noget ud, da han drømmer om at blive en fri husalf. 

### Arbejde for Malfoy-familien
Dobby var den boende Husalf på Malfoys herregård og arbejdede for Lucius Malfoy, hans kone Narcissa og deres søn Draco. De behandlede ham med uvenlighed og grusomhed og mindede ham ofte om at straffe sig selv ekstra meget når, han gjorde noget, de ikke brød sig om. Dobby fortalte også Harry Potter, at han var vant til dødstrusler, fordi han fik dem 'fem gange om dagen' fra familien. Selvom han altid gjorde, hvad han fik besked på, længtes han efter at blive fri for dem.
Han er tvunget til at holde på en del mørke hemmeligheder af familien Malfoy.

### Hemmelighedernes Kammer
Dobby træffes første gang i Hemmelighedernes Kammer. Han har kendskab til Lucius Malfoys planer om at få åbnet Hemmelighedernes Kammer ved hjælp af Romeo Gåde Detlev Jr.'s dagbog, længe før planen bliver sat i værk. Dobby beslutter sig for at beskytte Harry, der, idet han ikke er fuldblods troldmand, vil være i fare når Kammeret åbnes. Først forsøger han at forhindre Harry i at rejse tilbage til Hogwarts efter sommerferien ved at tilbageholder alle de breve, som Harrys venner har skrevet til ham over sommeren, i håb om at han mister lysten til at komme tilbage. Dobby kommer siden til Ligustervænget for at advare Harry og for at fortælle at der venter ham stor fare på Hogwarts. Dobby forsøger at overtale Harry om at blive i Ligustervænget, og på grund af denne illoyalitet over for sin herre er Dobby nødt til at straffe sig selv korporligt. Da det ikke lykkes for Dobby at overtale Harry, udøver Dobby magi på en kage i familien Dursleys køkken, og kort tid efter får Harry brev fra Ministeriet for Magi, hvorefter Vernon Dursley låser Harry inde på hans værelse. Men Ron, Fred og George Weasley befrier Harry i deres fars flyvende Ford Anglia.
Dobby forsøger så at forhindre Harry i at rejse til Hogwarts ved at blokere indgangen til perron 9 ¾. Men Harry og Ron flyver til Hogwarts i Angliaen, hvilket næsten får dem bortvist. Under en senere Quidditchkamp mod Slytherin forhekser Dobby smasherne, så de forfølger Harry. Dobby ønsker ikke at dræbe Harry, han ønsker kun at få Harry til at rejse hjem. Senere, efter at Harry har slået basilisken ihjel og har talt med Dumbledore på hans kontor, finder Harry ud af at Dobbys ejer er Lucius Malfoy. Harry får Dobby frigivet ved list. Dobby har siden været loyal over for Harry. Harrys eneste ønske til gengæld er, at Dobby aldrig skal prøve at redde hans liv igen.

### Arbejde på Hogwarts
Efter at være blevet en fri alf kæmper Dobby for at finde arbejde, da han ønsker løn for sit arbejde. Til sidst blev han hyret af Albus Dumbledore til at arbejde i Hogwarts køkkenet for en galleon om ugen og en fridag om måneden. Dumbledore tilbød oprindeligt større løn og flere fridage, men Dobby takkede nej, fordi selv om han godt kunne lide friheden, så foretrak han arbejde. Det var omkring den tid Hermione skabte organisationen F.A.R.
Da Winky, Bartemius Ferm Seniors husalf, bliver befriet fra sin trældom, accepterer hun det ikke som en belønning, men opfatter friheden som en straf, ligesom mange andre husalfer. Winky får også arbejde på Hogwarts, men ender med at blive dranker af Ingefærøl. De fleste husalfer skammer sig over hende, og kun Dobby tager sig af hende. For en tid er Dobby den eneste Hogwarts husalf der vil gøre rent i Gryffindortårnet, fordi Hermione gemmer uldne hatte og sokker mellem skraldet med det formål at befri slottets husalfer, der opfatter det skjulte tøj som fornærmende. Dobby, der er stolt af at have sit eget tøj, samler Hermiones hatte ind og har gerne så mange på samtidig som muligt. Ydermere er han begejstret over at have ansvaret for Gryffindortårnet, da det giver ham mulighed for at besøge Harry og hans venner, inklusive Ron Weasley, som han kalder "Harry Potter's Wheezy".
Ved anden opgave i Turneringen i Magisk Trekamp narrer Bartemius Ferm Junior, som var forklædt som Alastor Dunder Dobby til at stjæle Gælletang for at give det til Harry, så han vil kunne trække vejret under vandet og hente Ron og Gabrielle Delacour fra søen.
I løbet af beskæftigelsen på Hogwarts bliver Dobby gode venner med Aberforth Dumbledore og bruger meget tid i Aberforths hjem i Hogsmeade.

### Dumbledore's Armé
I Harrys femte år, da Dolora Nidkjær forbyder alle klubber på Hogwarts fortæller Dobby ham om Fornødenhedsrummet. Dobby kender til dette hemmelige rum, fordi han hyppigt gemmer Winky dér, når hun er for beruset til at kunne arbejde. Da Marietta Edgecombe forråder Dumbledore's Armé til Professor Nidkjær advarerer Dobby gruppen, trods husalfernes forbud om at røbe Inkvisitionspatruljens plan.

### Spionage mod Draco Malfoy
Dobby udspionerer i Halvblodsprinsen Draco Malfoy sammen med Kræ, hvorved Harry får at vide at Draco bruger Fornødenhedsrummet. Da Kræ fornærmer Harry og erklærer at Draco ville være en bedre herre kæmper Dobby mod Kræ og slår mange af hans tænder ud. Tårefyldt fortæller han Kræ at Harry er en stor troldmand og Malfoys ikke var gode herrer for en husalf.

### Død
Dobby bliver i Dødsregalierne slået ihjel af Bellatrix, efter at han har hjulpet Harry, Ron, Hermione, Luna Lovegood, Dean Thomas, Hr. Ollivander og Griphook med at flygte fra Dødsgardisterne i Malfoys Herregård. Dobby bliver begravet i forhaven ved Muslingehytten; Harry skærer efterfølgende en sten til graven med teksten "Her ligger Dobby, En Fri Alf". Dobbys sidste ord er "Harry Potter".

## Hokey
Hokey arbejdede for Hepzibah Smith, en gammel kvinde, som blev bedraget af Voldemort, under den tid hvor han arbejde for Borgin og Burkes, Voldemort lokkede Hepzibah til at vise ham Salazar Slytherins Medaljon og Hufflepuff's pokalen.
Første gang vi hører om Hokey, er da Dumbledore viser Harry minder som han har fået af husalfen, i mindekarret, i Harry Potter og halvblodsprinsen.  
Der bliver hun beskrevet som meget gammel og tynd, og hendes minder tillader Dumbledore og Harry at få et glimt af det besøg som Hepzibah får af Voldemort to dage før hendes død, hvor hun blev forgifter og hendes skatte forsvinder. Voldemort har rodet med Hokeys minder og får hende anklaget for Hepzibahs mord. 
hun benægter ikke mordet og blev dømt for mordet på hendes tidligere ejer, for senere at dø af frygtelige kvaler, forskyldt at dementorene i Azkaban.

## Kræ
Husalfen Kræ (eng.: Kreacher) tjener den gamle slægt Black; han optræder første gang i Harry Potter og Fønixordenen.
Da Sirius Black er det eneste overlevende medlem af familien Black, er Kræ bundet af Husalfernes kodex til at tjene ham, noget Kræ dog gør meget mod sin vilje. Ligeledes er Kræ magtesløs da Fønixordenen indretter familiens (og hans) hjem, Grumsted Plads nr. 12, til hovedkvarter – han opfatter det som en hån mod familiens værdier. Især Sirius' mor, kræ's sidste herre, lader til at betyde meget for Kræ, der fortsat prøver at tjene familien efter hendes ønsker. Dette får ham til at mumle en stadig strøm af fornærmelser og forbandelser mod enhver, han anser for ubuden gæst, og ofte handler han på grænsen af ulydighed mod Sirius' ordrer. Kræ anser, ligesom det meste af resten af familien Black, Sirius for at have forrådt sin egen slægt. Sirius nærer heller ikke varme følelser for Kræ, og behandler ham ofte hårdt og uvenligt. 
Netop ved at tolke Sirius' ordrer lykkes det i Fønixordenen Kræ at videregive oplysninger til Sirius' kusine, Narcissa Malfoy, som Kræ stadig har respekt for. Her bliver Kræ, på Voldemorts befaling, ligeledes instrueret i at lyve for Harry, hvis han skulle prøve at kontakte Sirius i hovedkvarteret. Denne løgn fører til at Harry leder sine studiekammerater til Ministeriet for Magi, hvor Kampen i Mysteriedepartementet finder sted. Det er under denne kamp, at Sirius dør. 
I Harry Potter og Halvblodsprinsen bliver Harry udpeget til enearving efter sin gudfar Sirius Black; han overtager således ejerskab over både Grumsted Plads nr. 12 og stedets husalf – Kræ. Hverken Kræ eller Harry bryder sig om arrangementet, men da Kræ ved for meget om Fønixordenen, er det for farligt at frigive ham. Harry befaler Kræ til at arbejde på Hogwarts for en tid, mest for at han kan være lidt under opsyn. Her bliver Kræ senere, sammen med Dobby, sat til at skygge Draco Malfoy, da Harry vil finde ud af, hvordan Draco forlader skolen uset. Begge husalfer løser opgaven, men på hver deres måde; mens Dobby helliger sig opgaven med entusiasme, er det tydeligt at Kræ kun gør som beordret, fordi han ikke kan finde smuthuller i den ordre, Harry giver ham. På grund af den fortsatte strøm af eder og fornærmelser som Kræ kontinuerligt retter mod Harry ender han til sidst i håndgemæng med Dobby, der er Harry evigt loyal. Kræ mister et par tænder under kampen. 
I Harry Potter og Dødsregalierne viser det sig at Regulus Black, Sirius' lillebror, har haft et bedre forhold til Kræ end nogen anden. Efter Dødsgardisterne overtager Ministeriet for Magi og sætter en dusør på Harrys hoved skjuler han sig, sammen med Ron og Hermione, i huset på Grumsted Plads. Her fortæller Kræ dem hvordan Voldemort gemte en Horcrux, en medaljon, i hulen ved havet. Regulus havde udlånt Kræ til Voldemort, så Kræ kunne drikke eliksiren i stentruget. Voldemort efterlod derpå Kræ i hulen til at dø en langsom død af tørst, men da Regulus havde beordret Kræ til at vende hjem, når opgaven var løst, var han i stand til at teleportere sig væk. Kræ tog senere tilbage til hulen, sammen med Regulus, for at hjælpe ham med at stjæle den rigtige Horcrux og bytte den ud med en kopi. Denne gang bliver Kræ dog ikke beordret til at drikke væsken i stentruget; i stedet pålægger Regulus ham at bytte om på de to medaljoner efter han selv har drukket væsken. Kræ får også ordre på at efterlade Regulus i hulen – hvor han dør – og i stedet transportere den ægte medaljon væk og ødelægge den. Uanset hvor meget Kræ prøver, er han ikke stand til at efterkomme ordren om at destruere Horcrux'en. Til sidst vælger han i stedet at gemme medaljonen i huset, hvorfra Mundungus Fletcher senere stjæler den. 
Kræs historie vækker medlidenhed hos Harry og hans venner, og han forærer Kræ den falske medaljon, til minde om Regulus. Denne venlighed og udtryk for respekt ændrer fuldstændigt Kræs syn på Harry, som Kræ herefter betragter som sin retmæssige herre. På Harrys ordre opsporer han Mundungus og bringer ham til Grumsted Plads, og hjælper således de tre med at finde ud af at Horcrux'en nu ejes af Dolora Nidkjær. Kræ ender med at tage sig godt af de tre i den resterende tid, de opholder sig på Grumsted Plads, og selv Ron, der ellers har haft sværest ved at synes om Kræ, ender med at sætte pris på ham. 
Kræ deltager i sidste fase af Slaget om Hogwarts, da han i Regulus' navn angriber Dødsgardisterne i spidsen for slottets husalfer, alle bevæbnet med knive, kødøkser og andre køkkenredskaber.

## Kræs mor
Denne husalf var Kræs mor og ejet af familien Black. Hendes hoved blev hugget af, da hun blev for gammel til at holde en tebakke.

## Husalfer hos Black-familien
Disse husalfer var ejet af familien Black. Deres hoveder blev hugget af når de blev for gamle.

## Winky
Winky var familien Ferms husalf, og vi møder hende første gang i Harry Potter og Flammernes Pokal.
Hun ville ikke frigives, i modsætning til Dobby. Hun så sig selv som en pligtopfyldende husalf, og holdt på familien Ferms mange hemmeligheder, blandt andet da Barty Ferm Jr flygtede fra Azkaban, hjalp hun  Bartemius Ferm Senior med at holde Barty Ferm Junior spærret ind i familiens hjem.
Af medlidenhed overtalte hun Ferm Sr, til at lade Ferm Jr, tage til verdensmesterskaberne i quidditch, og Ferm Sr, gik til sidst med til dette, men hverken Winky eller Ferm Sr vidste, at Ferm Jr, ikke længere var under Imperiusforbandelsen. Til verdensmesterskaberne stjal Ferm Jr Harrys tryllestav og fremmanede Mørkes Herres symbol. Winky fik skylden, og som straf frigav Ferm Sr, hende.
Dobby hjalp Winky med at få arbejde på Hogwarts, men hun var virkelig ulykkelig over at være blevet givet friheden, fordi hun så det som at mislykkes, og derfor begyndte hun at drikke. Dobby prøvede at få hende til at stoppe med at drikke. Winky forsatte med at være loyal over for familien Ferm, og da Barty Ferm Jr. fik et dementorkys, blev Winky endnu mere fortvivlet og ulykkelig.

## Husalfer på Hogwarts
Der er over hundrede husalfer på Hogwarts, det største samlede antal i hele Storbritannien. De holder ild i pejsene, ordner vasketøjet, bære kufferterne til sovesalene, tænder lyset og andre lignende ting. Husalfer arbejder også i køkkenet på Hogwarts, hvor de laver vidunderlige og overdådige måltider i de store køkkener.

## Hooky
Hooky var en tidligere husalf. En statue af ham var nede i kældrene på Hogwarts.

## F.A.R.
Foreningen for Alfers Rettigheder (F.A.R.) er en forening i Harry Potter – serien af J.K. Rowling -
på engelsk "Society for the Promotion of Elfish Welfare", (S.P.E.W).
Foreningen bliver grundlagt af Hermione Granger, som bliver forfærdet da hun opdager, hvordan husalferne bliver behandlet. Hun ønsker at alle husalfer bør være ligeså glade som Dobby, der efter sit ubehagelige liv hos familien Malfoy har fået øjnene op for friheden. Organisationens formål er at forbedre husalfernes arbejdsvilkår og formindske deres undertrykkelse i det moderne troldmandssamfund.